# O Navio Negreiro

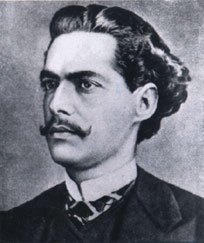
Castro Alves, autor do poema O navio negreiro.

O Navio Negreiro (Tragédia no Mar) é um poema de Castro Alves e um dos mais conhecidos da literatura brasileira. O poema descreve com imagens e expressões terríveis a situação dos africanos arrancados de suas terras, separados de suas famílias e tratados como animais nos navios negreiros que os traziam para ser propriedade de senhores e trabalhar sob as ordens dos feitores.
Foi escrito em São Paulo, datada de 18 de abril de 1868, quando o poeta tinha vinte e dois anos de idade, e quase vinte anos depois da promulgação da Lei Eusébio de Queirós, que proibiu o tráfico de escravos, em 4 de setembro de 1850. 
O navio negreiro é composto de seis partes, com um total de 34 estrofes e alterna métricas variadas para obter o efeito rítmico mais adequado a cada situação retratada no poema.

## Publicação
Os versos d'O Navio Negreiro foram publicados na obra Os Escravos, obra que o poeta tencionava publicar contendo, ainda, uma parte final com versos românticos sob o título "A Cachoeira de Paulo Afonso" e que chegou a ser publicada separadamente em 1876 e desta forma até as edições comemorativas do cinquentenário do poeta.
Afrânio Peixoto, na edição de sua Obras Completas de Castro Alves, informa que sua versão fora feita de acordo com manuscrito pertencente ao cunhado do poeta, Augusto Álvares Guimarães e cópia mantida por sua irmã e esposa deste, Adelaide, e que fora publicado originalmente na edição número 200 do Jornal da Tarde, em 23 de junho de 1870. Ele informa, ainda, que em 1880 foi feita por Serafim José Alves, no Rio de Janeiro, uma edição intitulada "Vozes d'África - Navio Negro (Tragédia no Mar)" e edições seguintes, onde "o poema vem sendo reproduzido com absurdas e profundas alterações, na ordem das estrofes, a saber: 1 a 11; seguem-se 16 a 23; seguem-se 12 a 15; seguem-se 24 a 34. A divisão em partes, ou cantos, também foi modificada". Em sua edição Peixoto diz restituir a ordem originalmente publicada em 1870 e confirmada pelo manuscrito obtido com a família.

## Análises e crítica
Segundo Manuel Bandeira este poema, junto a "Vozes d'África", deveria pertencer ao livro Os Escravos e que ambos são os "poemas em que o Poeta atingiu a maior altura de seu estro". Completa sua análise informando que nele "evoca o Poeta os sofrimentos dos negros na travessia da África para o Brasil. Sabe-se que os infelizes vinham amontoados no porão e só subiam ao convés uma vez ao dia para o exercício higiênico, a dança forçada sob o chicote dos capatazes", situação que Castro Alves sublimou nos versos:
"Era um sonho dantesco!... o tombadilho,

que das luzernas avermelha o brilho,

  Em sangue a se banhar!...

Tinir de ferros, estalar de açoite...

Legiões de homens negros como a noite,

  Horrendos a dançar...
(...)
E ri-se a orquestra irônica e estridente...

E da ronda fantástica a serpente

  Faz doidas espirais..."
Bandeira termina sua análise desta poesia falando de seu desfecho: "O poema conclui com três oitavas reais, num misto de revolta e tristeza ao assinalar que a bandeira emprestada «para cobrir tanta infâmia e covardia» era o pendão brasileiro".

### "Inspiração" em Heine
Ainda no século XIX foi feita alusão de que o poeta teria feito ali uma "versão, ou transposição, ou reminiscência" dos versos de Henri Heine em "O Negreiro"; já em 1896 Múcio Teixeira rebateu tais "insinuações" na seu livro "Vida e obras de Castro Alves", corroborado por Afrãnio Peixoto: "Além de uma cena terrível do tráfico de escravos (que nem Heine, nem Castro Alves, inventaram) a ideia que domina nos dois é o contraste trágico da dança dos desgraçados, ainda a chicote, para distração da nostalgia que os fazia morrer. Certamente realidade contada por algum negreiro, que inspirou a ironia de Heine, como a piedade de Castro Alves."